# نانسي ويلسون
نانسي ويلسون (بالإنجليزية: Nancy Wilson)‏ (و. 1937 – م) هي ممثلة، وعازفة الجاز، ومغنية، وممثلة تلفزيونية، من الولايات المتحدة الأمريكية، ولدت في تشيليكوث، أوهايو.

## جوائز
حصلت على جوائز منها:
- قاعة مشاهير نساء أوهايو [الإنجليزية]‏.

## وصلات خارجية
- نانسي ويلسون على موقع IMDb (الإنجليزية)
- نانسي ويلسون على موقع روتن توميتوز (الإنجليزية)
- نانسي ويلسون على موقع ميوزك برينز (الإنجليزية)
- نانسي ويلسون على موقع أول موفي (الإنجليزية)
- نانسي ويلسون على موقع قاعدة بيانات الأفلام السويدية (السويدية)
- نانسي ويلسون على موقع إن إن دي بي (الإنجليزية)
- نانسي ويلسون على موقع أول ميوزيك (الإنجليزية)
- نانسي ويلسون على موقع ديسكوغز (الإنجليزية)
- نانسي ويلسون على موقع قاعدة بيانات الفيلم (الإنجليزية)